# Barisan Nasional
El Frente Nacional (en malayo: Barisan Nasional) o BN, es una coalición electoral malasia de tendencia derechista que se fundó en 1973, tras la disolución del Partido de la Alianza, ejerciendo desde entonces como partido dominante de Malasia. Desde su fundación hasta 2018 retuvo ininterrumpidamente la mayoría absoluta en el legislativo malayo.
El Barisan Nasional emplea el mismo modelo de gobierno intercomunal de su predecesor, la coalición Alianza, pero a una escala más amplia, con hasta 14 partidos políticos involucrados en la coalición en algún punto. Dominó la política de Malasia durante más de treinta años después de su fundación, pero desde 2008 se ha enfrentado a desafíos electorales más fuertes por parte de los partidos de la oposición, especialmente con las alianzas de centroizquierda Pakatan Rakyat (Pacto Popular) y Pakatan Harapan (Pacto de Esperanza). En 2013, el Frente Nacional finalmente perdió las elecciones por voto popular, obteniendo el Pakatan Rakyat mayoría absoluta de votos. Sin embargo, controversialmente el Frente Nacional mantuvo su mayoría absoluta en el Parlamento al haber triunfado en más distritos, provocando protestas de la oposición y que el gobierno malayo sea acusado de gerrymandering. Junto con su predecesor (Alianza), es considerado el partido de coalición gobernante más duradero en el mundo democrático.
Aunque la coalición está formada por más de trece formaciones políticas, el partido líder de la coalición, que gobierna en la práctica el país, es la Organización Nacional de los Malayos Unidos (UMNO), la cual ya era el partido líder de la Alianza previa. El presidente de la UMNO es, de facto, líder del Frente Nacional y, por extensión, jefe de gobierno de Malasia.
El 9 de mayo de 2018, el Barisan Nasional perdió las elecciones federales por primera vez en su historia ante la coalición Pakatan Harapan, marcando el primer cambio de gobierno en la historia de la nación asiática. En los siguientes meses, sufrió masivas deserciones de los distintos partidos políticos que lo componen, perdiendo toda su representación en el estado de Sarawak en junio de 2018.

## Historia

### Fundación
El Barisan Nasional es el sucesor directo de la coalición tripartita de la Alianza formada por la Organización Nacional de los Malayos Unidos (UMNO), la Asociación China de Malasia (MCA) y el Congreso Indio de Malasia (MIC). Fue fundado después de las elecciones federales de 1969 y los disturbios del 13 de mayo. El Partido de la Alianza perdió terreno en las elecciones de 1969 a los partidos de la oposición, en particular los dos partidos recién formados, el Partido de Acción Democrática y Gerakan, y el Partido Islámico de Malasia (PAS). Aunque la Alianza obtuvo la mayoría de los escaños, obtuvo menos de la mitad del voto popular, perdiendo la mayoría de dos tercios, y la tensión resultante entre las diferentes comunidades provocó disturbios y la declaración del estado de emergencia. Después de que el Parlamento de Malasia volviera a reunirse en 1971, comenzaron las negociaciones con los antiguos partidos de oposición como Gerakan y el Partido Progresista del Pueblo, que se unieron a la Alianza en 1972, seguidos rápidamente por el Partido Islámico Panmalayo (PAS).
En 1973, el Partido de la Alianza fue reemplazado por el Barisan Nasional. El Barisan Nasional, que incluía partidos regionales de Sabah y Sarawak (Partido de la Alianza Sabah, Partido de los Pueblos Unidos de Sarawak (SUPP), Parti Pesaka Bumiputera Bersatu (PBB)), se formó como una gran coalición de 11 partidos bajo el liderazgo del primer ministro Abdul Razak Hussein. Se registró en junio de 1974 para participar en las elecciones federales de 1974, que ganó con considerable éxito.

### Mayoría de dos tercios: 1974-2008
En 1977, el PAS, fue expulsado del Barisan Nasional después de una revuelta dentro de la legislatura del estado de Kelantan contra un primer ministro designado por el gobierno federal. Sin embargo, el oficialismo obtuvo nuevamente la victoria en las elecciones de 1978 y continuó dominando la vida política del país durante la década de 1980 y 1990 a pesar de algunas pérdidas electorales como los estados de Kelantan y Sabah ante partidos de la oposición.
En 2003, el Barisan Nasional había crecido hasta convertirse en una coalición formada por más de una docena de partidos comunales. Aunque Barisan Nasional nunca logró más del 67% del voto popular en las elecciones desde 1974 hasta 2008, mantuvo la mayoría consecutiva de dos tercios de los escaños en el Dewan Rakyat, beneficiándose de un defectuoso sistema de escrutinio mayoritario uninominal, lo que suscitó varias acusaciones de gerrymandering de parte de la oposición. En 2004, obtuvo el que sería su mejor resultado electoral, con 198 de los 219 escaños (un 90% de mayoría parlamentaria).

### Declive: 2008-2018
En 2008, el Barisan Nasional perdió más de un tercio de su dominación parlamentaria, viéndose privado de su mayoría calificada por el Pakatan Rakyat (Pacto Popular), que obtuvo 82 de los 222 escaños y el 47% del voto popular. Cinco gobiernos estatales, Kelantan, Kedah, Penang, Perak y Selangor, cayeron bajo el control del Pakatan Rakyat. Sin embargo, posteriormente, Perak fue devuelto al BN a través de un fallo judicial luego de una crisis constitucional. Desde 2008, la coalición ha visto sus partidos componentes no malayos muy disminuidos en la Península.
En 2013, el declive de la coalición continuó y finalmente el Pakatan Rakyat obtuvo más votos que el Barisan Nasional, con un 50.87% de sufragios contra el 47.38% de la coalición oficialista. Sin embargo, debido al sistema de escrutinio mayoritario, el BN conservó su mayoría legislativa, lo que suscitó fuertes protestas en todo el país.

## Partidos componentes
| Miembro actual Antiguo miembro |                                                    |         |                        |                        |
| Partido                        | Partido                                            | Sigla   | Ingreso                | Retiro                 |
|                                | Organización Nacional de los Malayos Unidos        | UMNO    | 1 de enero de 1973     | Miembro actual         |
|                                | Congreso Indio de Malasia                          | MIC     | 1 de enero de 1973     | Miembro actual         |
|                                | Asociación China de Malasia                        | MCA     | 1 de enero de 1973     | Miembro actual         |
|                                | Partido del Movimiento Popular Malasio             | Gerakan | 1 de enero de 1973     | 23 de junio de 2018    |
|                                | Partido Unido de la Herencia Indígena              | PBB     | 1 de enero de 1973     | 12 de junio de 2018    |
|                                | Partido de los Pueblos Unidos de Sarawak           | SUPP    | 1 de enero de 1973     | 12 de junio de 2018    |
|                                | Partido Progresista Popular                        | PPP     | 1 de enero de 1973     | 27 de mayo de 2018     |
|                                | Partido Unido de Sabah                             | PBS     | 4 de mayo de 1986      | 11 de mayo de 2018     |
|                                | Partido Popular de Sarawak                         | PRS     | 21 de octubre de 2004  | 12 de junio de 2018    |
|                                | Partido Democrático Progresista                    | PDP     | 2 de noviembre de 2002 | 12 de junio de 2018    |
|                                | Partido Popular Unido de Sabah                     | PBRS    | 11 de marzo de 1994    | 12 de mayo de 2018     |
|                                | Organización Pasokmomogun Kadazandusun Murut Unida | UPKO    | 11 de marzo de 1994    | 10 de mayo de 2018     |
|                                | Partido Islámico de Malasia                        | PAS     | 1 de enero de 1973     | 8 de noviembre de 1977 |
|                                | Organización Nacional Unida de Sabah               | USNO    | 1 de enero de 1973     | 1991                   |
|                                | Asociación China de Sabah                          | SCA     | 1 de enero de 1973     | 18 de abril de 1976    |
|                                | Frente Unido del Pueblo de Sabah                   | BERJAYA | 15 de junio de 1975    | 1991                   |
|                                | Partido Nacional de Sarawak                        | SNAP    | 21 de marzo de 1976    | Enero de 2004          |

## Resultados electorales

### Dewan Rakyat
|  | 87.66 % |

|  | 60.81 % |

|  | 85.06 % |

|  | 57.23 % |

|  | 85.06 % |

|  | 60.54 % |

|  | 83.62 % |

|  | 57.28 % |

|  | 70.56 % |

|  | 53.38 % |

|  | 84.38 % |

|  | 65.16 % |

|  | 76.68 % |

|  | 56.53 % |

|  | 90.41 % |

|  | 63.85 % |

|  | 63.06 % |

|  | 51.39 % |

|  | 59.91 % |

|  | 47.38 % |

|  | 35.59 % |

|  | 33.80 % |

### Asambleas Legislativas Estatales
| Año  | Perlis | Kedah | Kelantan | Terengganu | Penang | Perak | Pahang | Selangor | Negeri Sembilan | Malaca | Johor | Sabah | Sarawak |
| ---- | ------ | ----- | -------- | ---------- | ------ | ----- | ------ | -------- | --------------- | ------ | ----- | ----- | ------- |
| 1974 | 12/12  | 24/26 | 36/36    | 27/28      | 23/27  | 31/42 | 32/32  | 30/33    | 21/24           | 16/20  | 31/32 |       | 30/48   |
| 1976 |        |       |          |            |        |       |        |          |                 |        |       | 28/48 |         |
| 1978 | 12/12  | 19/26 | 23/36    | 28/28      | 20/27  | 32/42 | 32/32  | 29/33    | 21/24           | 16/20  | 31/32 |       |         |
| 1979 |        |       |          |            |        |       |        |          |                 |        |       |       | 45/48   |
| 1981 |        |       |          |            |        |       |        |          |                 |        |       | 44/48 |         |
| 1982 | 11/12  | 24/26 | 26/36    | 23/28      | 25/27  | 38/42 | 31/32  | 31/33    | 22/24           | 18/20  | 32/32 |       |         |
| 1983 |        |       |          |            |        |       |        |          |                 |        |       |       | 30/48   |
| 1985 |        |       |          |            |        |       |        |          |                 |        |       | 7/48  |         |
| 1986 | 14/14  | 25/28 | 29/39    | 30/32      | 23/33  | 33/46 | 32/33  | 37/42    | 24/28           | 17/20  | 35/36 | 13/48 |         |
| 1987 |        |       |          |            |        |       |        |          |                 |        |       |       | 28/48   |
| 1990 | 14/14  | 26/28 | 0/39     | 22/32      | 19/33  | 33/46 | 31/33  | 35/42    | 24/28           | 17/20  | 32/36 | 14/48 |         |
| 1991 |        |       |          |            |        |       |        |          |                 |        |       |       | 49/56   |
| 1994 |        |       |          |            |        |       |        |          |                 |        |       | 23/48 |         |
| 1995 | 15/15  | 34/36 | 7/43     | 25/32      | 32/33  | 51/52 | 37/38  | 45/48    | 30/32           | 22/25  | 40/40 |       |         |
| 1996 |        |       |          |            |        |       |        |          |                 |        |       |       | 57/62   |
| 1999 | 12/15  | 24/36 | 2/43     | 4/32       | 30/33  | 44/52 | 30/38  | 42/48    | 32/32           | 21/25  | 40/40 | 31/48 |         |
| 2001 |        |       |          |            |        |       |        |          |                 |        |       |       | 60/62   |
| 2004 | 14/15  | 31/36 | 22/45    | 28/32      | 38/40  | 52/59 | 41/42  | 54/56    | 34/36           | 26/28  | 55/56 | 59/60 |         |
| 2006 |        |       |          |            |        |       |        |          |                 |        |       |       | 62/71   |
| 2008 | 14/15  | 14/36 | 6/45     | 24/32      | 11/40  | 28/59 | 37/42  | 20/56    | 21/36           | 23/28  | 50/56 | 59/60 |         |
| 2011 |        |       |          |            |        |       |        |          |                 |        |       |       | 55/71   |
| 2013 | 13/15  | 21/36 | 12/45    | 17/32      | 10/40  | 31/59 | 30/42  | 12/56    | 22/36           | 21/28  | 38/56 | 48/60 |         |
| 2016 |        |       |          |            |        |       |        |          |                 |        |       |       | 77/82   |
| 2018 | 10/15  | 3/36  | 8/45     | 10/32      | 2/40   | 24/59 | 25/42  | 4/56     | 16/36           | 13/28  | 16/56 | 29/60 |         |